# Ludovico Stanzani
Ludovico Stanzani (ukrainisch Людвік Вікентійович Станзані, * 1793 in Rom; † August 1872 in Kiew) war ein in der Ukraine wirkender Architekt und Kunstsammler italienischer Herkunft.

## Leben
Der einer italienischen Adelsfamilie entstammende Stanzani wurde 1793 in Rom geboren. Er studierte an der Universität von Bologna und der Kunstakademie San Giuseppe in Rom. Auf Einladung des Generalgouverneurs von Neurussland, Alexandre Andrault de Langeron kam er mit seinem Vater Vincenzo 1821 nach Odessa, wo er bis 1828 arbeitete. Von 1828 bis 1832 wirkte er in Kamjanez-Podilskyj und war schließlich ab dem Jahr 1833, in dem er in Zusammenarbeit unter anderem mit Vincent Beretti einen Masterplan für die Stadt Kiew erstellte, bis zum Jahr 1847 Stadtarchitekt von Kiew. Er starb im August 1872 im Alter von 88 Jahren in Kiew.

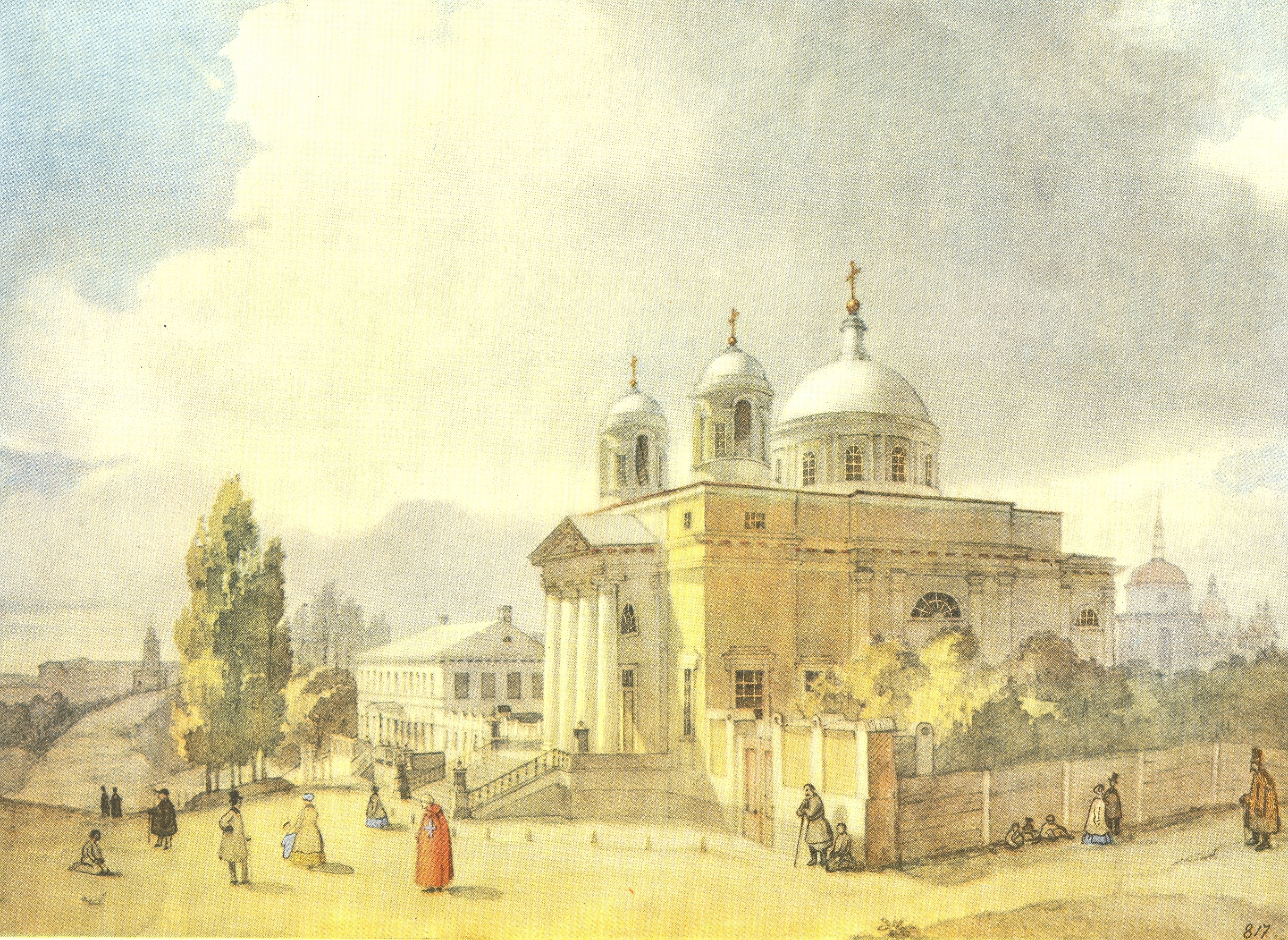
Die Alexanderkirche;. Gemälde von Taras Schewtschenko, um 1850

## Werk
Sein bekanntestes, heute noch erhaltenes Bauwerk in Kiew ist die Alexanderkirche, der älteste römisch-katholische Kirchenbau der ukrainischen Hauptstadt.